# Logan Lerman
Logan Wade Lerman (sinh ngày 19 tháng 1 năm 1992) là diễn viên đến từ California, Mỹ. Anh được biết đến nhiều nhất với vai diễn chính trong phim Percy Jackson & kẻ cắp tia chớp. Anh bắt đầu xuất hiện trong các chương trình quảng cáo TV vào giữa thập niên 1990, và rồi anh chuyển sang phim truyền hình và các chương trình TV vào những năm đầu thập niên 2000 với những vai diễn trong series Jack & Bobby (2004-2005) và trong các phim truyền hình như The Butterfly Effect (2004) và Hoot (2006). Lerman nhận được khoản lợi nhuận lớn và càng được nổi danh từ bộ phim cao bồi 3:10 to Yuma (2007). Và vào năm 2009, Lerman gặt hái được nhiều thành công trong các phim như Gamer và My One and Only.

## Tiểu sử
Lerman sinh ở Beverly Hills, California. Anh ấy làm việc với người quản lý của mình là Larry Lerman. Lerman có 2 anh chị ruột là Lindsey và Lucas.
Gia đình của Lerman làm việc tại công ty chỉnh hình và lắp tay chân giả Lerman & Son, tổ tiên của anh đã thành lập công ty này vào năm 1915 tại Berlin, Đức. Gia đình của Logan là người Do Thái. Ông nội của ông, người đã từ một gia đình có nền tảng Do Thái Ba Lan, để lại Đức trong những năm 1930 do Đức quốc xã. Ông bà khác của Logan cũng từ gia đình nhập cư người Do Thái (từ Nga, Ba Lan và Lithuania). Khi đó, Lerman có điều kiện để phát huy khả năng của mình tại trường đại học New York.

## Sự nghiệp
Lerman tham gia vào ngành thương mại điện ảnh năm 2 tuổi. Về sau anh tham gia vào bộ phim The Patriot với vai William Martin, một trong những đứa con của nhân vật mà Mel Gibson thủ vai. Cùng năm đó, anh xuất hiện trong phim What Women Want, 1 bộ phim hài cũng có sự tham gia của Mel Gibson. Năm 2001, Lerman tham gia vào bộ phim Riding in Cars with Boys với vai Jason lúc 8 tuổi (Adam Garcia thủ vai Jason trưởng thành). Năm 2004, anh tham gia vào bộ phim kinh dị The Butterfly Effect, thủ vai Evan Treborn lúc 7 tuổi (Ashton Kutcher thủ vai Evan Treborn trưởng thành).
Năm 2003, vai diễn trong phim truyền hình A Painted House đã đem lại cho anh chiến thắng Lễ trao giải Young Artist cho hạng mục Diễn viên xuất sắc nhất. Năm 2004, anh nhận lời mời casting series phim Jack & Bobby với vai Robert "Bobby" McCallister, nhân vật có định mệnh rằng trong tương lai sẽ trở thành tổng thống Mỹ. Series phim Jack & Bobby phát trên The WB Television Network trong suốt 2004-2005 và sau đó ngưng phát, mặc dù vậy Lerman vẫn thắng giải Young Artist Award cho diễn xuất của mình.
Tiếp tục với công việc đóng phim của mình, Lerman xuất hiện trong Hoot với vai Roy Eberhardt. Phim khởi chiếu ngày 5 tháng 5 năm 2006, và bộ phim đã lại đem tới cho anh chiến thắng lần thứ 3 tại Lễ trao giải Young Artist Award, lần này là hạng mục Diễn viên xuất sắc nhất cho thể loại phim điện ảnh (2007). Cũng trong năm 2007, Lerman xuất hiện trong phim điện ảnh The Number 23, vai Robin Sparrow, con của nhân vật Walter Sparrow do Jim Carrey thủ vai. Năm đó, anh cũng xuất hiện trong phim cao bồi 3:10 to Yuma với vai William Evans, con của nhân vật do Christian Bale thủ vai. Bộ phim đem lại cho anh 1 đề cử cho hạng mục Diễn viên xuất sắc nhất cho thể loại phim điện ảnh trong Lễ trao giải Young Artist Award (2008). Đây là năm thứ 2 liên tiếp anh nhận được thêm 1 đề cử trong thể loại phim này, mặc dù lần này anh không thắng giải.
Năm 2008, Lerman tham gia phim Meet Bill với vai Đứa Trẻ (nhân vật mà Lerman thủ vai trong phim không đề cập đến tên mà chỉ là Đứa Trẻ). Trong năm 2009, anh xuất hiện trong phim khoa học giả tưởng Gamer, với vai Simon, 1 game thủ tuổi teen, là ngươi điều khiển nhân vật Kable trong video game (nhân vật Kable này không hề biết mình chỉ là một nhân vật trong game và đang bị điều khiển bởi 1 cậu nhóc). Phim khởi chiếu tại Bắc Mĩ vào ngày 4 tháng 9 năm 2009. Cũng trong hè năm đó, Lerman tham gia phim My One and Only với vai George Hamilton lúc 15 tuổi.
Năm 2010, Lerman vào vai Percy Jackson trong phim Percy Jackson & kẻ cắp tia chớp, bộ phim dựa theo cuốn tiểu thuyết của Rick Riordan. Về những nét tương đồng giữa nhân vật Percy Jackson và Harry Potter, Lerman đã nói trong 1 buổi phỏng vấn: "Thành thật mà nói, nhân vật của tôi không phổ biến như Harry Potter, ngoài ra Harry là 1 anh hùng giả tưởng luôn được đặt vào những tình huống khó khăn".

## Công việc khác
Lerman có một người bạn thân là Dean Collins, đã diễn cùng anh trong phim truyền hình Jack & Bobby. Họ bắt đầu trở thành bạn thân của nhau sau khi series phim Jack & Bobby kết thúc, và họ tiếp tục làm việc trong bộ phim Hoot.
Thời gian rảnh, cả hai hợp tác với nhau làm những đoạn phim ngắn hài hước. Họ vừa là diễn viên, vừa viết kịch bản, vừa làm đạo diễn và kiêm cả quay phim, với sự giúp đỡ của gia đình và bạn bè. Những đoạn phim ngắn đó được tải lên Youtube với tài khoản có tên "monkeynuts1069".
Năm 2006, Collins và Lerman lập 1 ban nhạc với tên ban đầu là Indigo, nhưng vì lý do pháp lý nên về sau đổi thành Puzzles. Ban nhạc gồm Collins, Lerman và một người nhạc sĩ là Daniel Pashman. Collins hát chính, Lerman chơi keyboard, và Daniel Pashman chơi ghita và trống.

## Phim tham gia
| Năm       | Tên phim                                           | Vai                      | Ghi chú và giải thưởng |  |
| --------- | -------------------------------------------------- | ------------------------ | --- |  |
| 2000      | What Women Want                                    | Young Nick Marshall      | |  |
| 2000      | The Patriot                                        | William Martin           | Đề cử – Young Artist Award for Best Ensemble in a Feature Film |  |
| 2001      | Riding in Cars with Boys                           | Jason (age 8)            | |  |
| 2003      | A Painted House                                    | Luke Chandler            | TV movie Young Artist Award for Best Performance in a TV Movie, Miniseries or Special - Leading Young Actor (tied with Calum Worthy) |  |
| 2003      | 10-8: Officers on Duty                             | Bobby Justo              | TV series (Episode: "Badlands") |  |
| 2003      | The Flannerys                                      |                          | TV movie |  |
| 2004      | The Butterfly Effect                               | Evan Treborn (age 7)     | |  |
| 2004–2005 | Jack & Bobby                                       | Bobby McCallister        | TV series (22 episodes) Young Artist Award for Best Performance in a TV Series (Comedy or Drama) – Leading Young Actor (tied with Jack DeSena) |  |
| 2006      | Hoot                                               | Roy Eberhardt            | Young Artist Award for Best Leading Young Actor in a Feature Film |  |
| 2007      | The Number 23                                      | Robin Sparrow            | |  |
| 2007      | 3:10 to Yuma                                       | William Evans            | Nominated – Screen Actors Guild Award for Outstanding Performance by a Cast in a Motion Picture Nominated – Young Artist Award for Best Leading Young Actor in a Feature Film |  |
| 2008      | Meet Bill                                          | The Kid                  | |  |
| 2009      | Gamer                                              | Simon Silverton          | |  |
| 2009      | My One and Only                                    | George Deveraux (age 15) | |  |
| 2010      | Percy Jackson & the Olympians: The Lightning Thief | Percy Jackson            | Nominated – MTV Movie Award for Best Breakthrough Performance Nominated – MTV Movie Award for Best Fight (shared with Jake Abel) Nominated – Saturn Award for Best Performance by a Younger Actor Nominated – Teen Choice Award for Choice Movie: Fight (shared with Jake Abel) Nominated – Teen Choice Award for Choice Movie: Breakout Male |  |
| 2011      | The Three Musketeers                               | d'Artagnan               | Nominated – Teen Choice Award for Choice Movie Actor: Action |  |
| 2012      | The Perks of Being a Wallflower                    | Charlie Kelmeckies       | San Diego Film Critics Society Award for Best Performance by an Ensemble Teen Choice Award for Choice Movie Actor: Drama Nominated – Chlotrudis Award for Best Cast Nominated – Critics' Choice Award for Best Young Performer Nominated – MTV Movie Award for Best Kiss (shared with Emma Watson) Nominated – MTV Movie Award for Best Musical Moment (shared with Emma Watson và Ezra Miller) Nominated – Teen Choice Award for Choice: Liplock (shared with Emma Watson) Nominated – Washington D.C. Area Film Critics Association Award for Best Youth Performance |  |
| 2013      | Stuck in Love                                      | Lou                      | |  |
| 2013      | Percy Jackson: Sea of Monsters                     | Percy Jackson            | |  |
| 2014      | Noah                                               | Ham                      | Hậu kỳ |  |
| 2014      | Fury                                               | Norman Ellison           | Filming |  |

## Các giải thưởng
| Năm  | Giải thưởng                                             | Thể loại                                              | Phim            | Kết quả   |
| ---- | ------------------------------------------------------- | ----------------------------------------------------- | --------------- | --------- |
| 2001 | Giải nghệ sĩ trẻ (Young Artist Award)                   | Giải ấn tượng nhất thể loại phim điện ảnh             | The Patriot     | Đề cử     |
| 2004 | Giải nghệ sĩ trẻ (Young Artist Award)                   | Diễn viên xuất sắc nhất thể loại phim truyền hình     | A Painted House | Đoạt giải |
| 2005 | Giải nghệ sĩ trẻ (Young Artist Award)                   | Diễn viên xuất sắc nhất thể loại Series phim          | Jack & Bobby    | Đoạt giải |
| 2007 | Giải nghệ sĩ trẻ (Young Artist Award)                   | Diễn viên xuất sắc nhất thể loại phim điện ảnh        | Hoot            | Đoạt giải |
| 2008 | Giải nghệ sĩ trẻ (Young Artist Award)                   | Diễn viên xuất sắc nhất thể loại phim điện ảnh        | 3:10 to Yuma    | Đề cử     |
| 2008 | Giải thưởng Hiệp hội Diễn viên Mỹ (Screen Actors Guild) | Outstanding Performance by a Cast in a Motion Picture | 3:10 to Yuma    | Đề cử     |